# دراما (سينما وتلفاز)

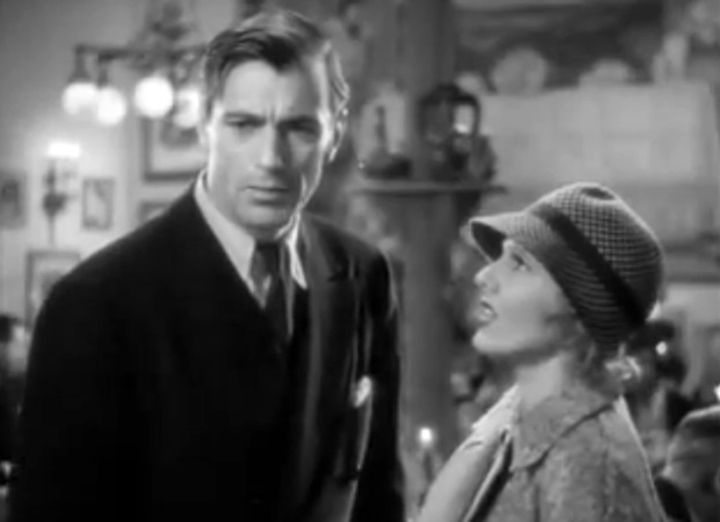

في الأفلام والتلفزيون تعد الدراما سرد خيالي يهدف لأن يكون أكثر جدية من الكوميديا باعتماده على التطوير العميق للشخصيات الواقعية التي تتعامل مع المواضيع المؤثرة. الأفلام والبرامج التلفزيونية الدرامية تكون عادة عن العنصرية وإدمان مخدرات والتعصب ديني والفقر والعنف على المرأة وفساد المجتمع بأحداث تضع الشخصيات في صراع مع أنفسهم، وفي هذا الإطار، يُعدّ وجود الصراع — سواء كان عاطفيًا أو اجتماعيًا أو من نوع آخر — وعنصرَ حلّه خلال مجريات القصة، من الركائز الأساسية في الدراما. الدراما هي أوسع أنواع الأفلام وتشمل أنواع فرعية مثل الدراما الرومانسية والدراما الرياضية وأفلام الجريمة. في الأفلام الدرامية الشخصية أو الشخصيات تكون في صراع في لحظة حرجة في حياتهم وأحيانًا تدور الأحداث حول عائلتهم مثل فيلم أناس عاديون.

## أصناف الدراما في الأفلام والتلفاز
يؤكد تصنيف السيناريو أن أنواع الأفلام تستند أساسًا إلى جو الفيلم وشخصياته وقصته، وبالتالي فإن تسميات «الدراما» و«الكوميديا» واسعة جدًا بشكل لا نستطيع فيه اعتبارها صنفًا. بدلًا من ذلك، يؤكد التصنيف أن الدراما السينمائية هي «صنف» من الفيلم. يُعرَف ما لا يقل عن عشرة تصنيفات فرعية مختلفة من الدراما السينمائية والتلفزيونية.

### الدراما المظلمة
الدراما التي تتناول قضايا خطيرة للغاية. أمثلة من الأفلام الفتى العجوز لعام 2003 ومرثية حلم لعام 2000.

### الدراما الوثائقية
معالجة درامية لأحداث الحياة الواقعية. رغم أن الحقائق العامة ليست دقيقة تمامًا دائمًا، لكنها صحيحة إلى حد ما. الفرق بين الدراما الوثائقية والفيلم الوثائقي هو أنه يستخدم في الفيلم الوثائقي أناس حقيقيين لوصف التاريخ أو الأحداث الجارية، في الدراما الوثائقية، تستخدم ممثلين مدربين تدريبًا احترافيًا للعب الأدوار في الحدث الحالي، أي «درامي» قليلًا. أمثلة من الأفلام: القداس الأسود لعام 2015، وزودياك لعام 2007.

### الخيال الوثائقي
تختلف الأفلام الدرامية الوثائقية عن الخيال الوثائقي، فهي تجمع بين الأفلام الوثائقية والخيالية، إذ تتداخل لقطات حقيقية أو أحداث حقيقية مع مشاهد معاد إنشاؤها. أمثلة على الأفلام إنتيريور. ليثر بار لعام 2013، ويور نيم هير لعام 2015.

### دراما كوميدية
قصة جادة تحتوي على بعض الشخصيات أو المشاهد الفكاهية المتأصلة لدى الجمهور. أمثلة من الأفلام عرض ترومان لعام 1998، وثلاثية الألوان، أبيض لعام 1994، والمعالجة بالسعادة لعام 2012، ورجل دون ماض لعام 2002، وذا بيست إكزوتيك ماريغولد أوتيل لعام 2011.

### دراما التضخيم
صاغها أستاذ السينما كين دانسيغر، يضخم هذا النوع الشخصيات والمواقف لدرجة تصبح فيها أسطورة أو حكاية خرافية. أمثلة من الأفلام ملافسينت لعام 2014، والسيد فوكس الرائع لعام 2009.

### الدراما الخفيفة
القصص البسيطة التي، بالرغم من ذلك، جادة بطبيعتها. أمثلة من الأفلام المساعدة لعام 2011، والمحطة لعام 2004.

### الهجاء
يمكن أن يتضمن هذا النوع الدعابة، لكن النتيجة النهائية عادةً ما تكون تعليقًا اجتماعيًا حادًا وليس مضحكًا. غالبًا ما يستخدم الهجاء السخرية أو المبالغة لفضح أخطاء المجتمع أو الأفراد التي تؤثر على الأيديولوجية الاجتماعية، أمثلة من الأفلام شكرًا لك على التدخين لعام 2005، والولادة من جديد لعام 2006.

### الدراما المعتدلة
تنطبق الدراما المستقيمة على أولئك الذين لا يحاولون اتباع نهج محدد للدراما، ولكن بدلًا من ذلك، يعتبرون الدراما نقصًا في التقنيات الكوميدية. أمثلة من الأفلام فيلم عالم أشباح لعام 2001، ووثرنينغ هاييتس لعام 2011.

## مجموعات النوع/الصنف
وفقًا لتصنيف كتاب السيناريو، يجب أن تحتوي جميع أوصاف الأفلام على تصنيفها (كوميديا أو دراما) جنبًا إلى جنب مع واحد (أو أكثر) من أحد عشر نوعًا أساسيًا. لا يخلق هذا المزيج نوعًا منفصلًا، بل يوفر فهمًا أفضل للفيلم.
وفقًا للتصنيف، فإن الجمع بين النوع والصنف لا يؤدي إلى إنشاء نوع منفصل. على سبيل المثال، «دراما الرعب» هو ببساطة فيلم رعب درامي (على عكس فيلم الرعب الكوميدي). «دراما الرعب» ليس نوعًا منفصلًا عن نوع الرعب أو صنف الدراما.

### دراما الأكشن
تميل دراما الأكشن إلى أن تكون غريزية وغير فكرية، مع مشاهد قتال ديناميكية ومشاهد مطاردة مكثفة. دائمًا ما يكون البطل ذكيًا وسريعًا على قدميه وقادرًا على الارتجال عقليًا وجسديًا. يبدأ البطل الفيلم بمشكلة داخلية، ستليها بسرعة مشكلة خارجية. في نهاية القصة، يحل البطل كلتا المشكلتين. من أمثلة الأعمال الدرامية، فيلم موت قاس لعام 1988، وسلسلة ماد ماكس.

### دراما الجريمة
تستكشف الدراما الإجرامية موضوعات الحقيقة والعدالة والحرية، وتحتوي على الانقسام الأساسي بين «المجرم مقابل رجل القانون». تجعل أفلام الجريمة الجمهور يقفز عبر سلسلة من «الأطواق» العقلية، من الممكن أن تستخدم الدراما الإجرامية الجمباز اللفظي لإبقاء الجمهور والبطل متيقظين. من الأمثلة على الأعمال الدرامية الإجرامية العجز الكبير لعام 2015، والعراب لعام 1972، والمشتبه بهم المعتادون لعام 1995.

### الدراما المثيرة
في الفيلم الدرامي المثير، غالبًا ما يكون بطل الرواية بطلًا غير مقصود في القصة على مضض ويجب عليه خوض معركة مع شرير ملحمي لإنقاذ حياة الضحايا الأبرياء، يجد البطل نفسه حتمًا متورطًا بعمق في موقف يضم مجرمين مجانين لديهم ماض مظلم للغاية، والذين سيهددون، ويقتلون أي شخص يقف في طريقهم.

وفقًا لكاتب السيناريو والباحث إريك ر. ويليامز:
«حتى الأخيار النموذجيون في الأنواع الأخرى (الشرطة والمحققون والحراس) لا يمكن الوثوق بهم في فيلم الإثارة. صحيح أن هناك رجال طيبون في فيلم الإثارة، لكن الجمهور والبطل لا يعرفان حقًا من هم حتى النهاية. تستكشف أفلام الإثارة أفكار الأمل والخوف، وتمزق البطل باستمرار (والأهم من ذلك الجمهور) بين هذين النقيضين. ليس من غير المألوف أن يأمل الجمهور في أن يهزم البطل الشرير مع ذلك يظل خائفًا من أنهم لن يفعلوا ذلك. في كثير من الأحيان، هناك لغز مركزي يجب على بطل الرواية حله، وهو لغز غامض عن الجمهور والبطل، إذ يصعب معرفة ما هو مطلوب لكشف الإحساس الوشيك بالهلاك الذي يخيم على البطل بنجاح».
أمثلة عن الأفلام بلاك سوان لعام 2010، وسبعة لعام 1995، وجزيرة شاتر لعام 2010، وزودياك لعام 2007.

### دراما الخيال
وفقًا لإريك ر. ويليامز، فإن السمة المميزة لأفلام دراما الخيال هي «الشعور بالدهشة، وعادة ما يُصوّر في عالم مكثف بصريًا تسكنه مخلوقات أسطورية و/أو سحرية و/أو شخصيات خارقة. وغالبًا ما تدحض الدعائم والأزياء في هذه الأفلام معنى من الأساطير والفولكلور، سواء كانت قديمة أو مستقبلية أو دنيوية أخرى. تعكس الأزياء، وكذلك العالم الغريب، الصراعات الشخصية والداخلية التي يواجهها البطل في القصة. من أمثلة الأعمال دراما الخيال حيث تكون الأشياء البرية لعام 2009، ومتاهة بان لعام 2006، وسلسلة سيد الخواتم (2001-2003)، وحياة باي لعام 2012.

### دراما الرعب
غالبًا ما تحدث دراما الرعب خلال العصر الحديث مع عزل الشخصيات المركزية عن بقية المجتمع. غالبًا ما تكون هذه الشخصيات مراهقة أو أشخاصًا في أوائل العشرينات من العمر (الجمهور المركزي لهذا النوع) ويُقتلون في نهاية المطاف خلال مسار الفيلم. من الناحية الموضوعية، غالبًا ما تكون أفلام الرعب بمثابة حكاية أخلاقية، إذ يقدم القاتل تكفيرًا عنيفًا عن خطايا الضحايا الماضية. مجازًا، تصبح هذه معارك الخير ضد الشر أو الطهارة مقابل الخطيئة، من الأمثلة على هذه الأفلام ذا كونجورينغ، وسايكو، وهالوين، و13 فرايداي.

### دراما الحياة (يوم في الحياة)
تأخذ أفلام اليوم في الحياة أحداثًا صغيرة في حياة الشخص وترفع مستوى أهميتها. تشعر «الأشياء الصغيرة في الحياة» بأهمية بالنسبة لبطل الرواية (والجمهور) مثل معركة الذروة في فيلم الحركة، أو تبادل إطلاق النار النهائي في فيلم غربي. غالبًا ما يتعامل أبطال الفيلم مع قضايا متعددة ومتداخلة في سياق الفيلم، تمامًا مثلما نفعل في الحياة. تشمل الأفلام من هذا النوع/النمط نادي دالاس للمشترين لعام 2013، وضوء القمر لعام 2016، وعبد لاثني عشر عامًا لعام 2013، والمصارع لعام 2008.

### دراما الرومانسية
الدراما الرومانسية هي أفلام ذات موضوعات مركزية تعزز معتقداتنا عن الحب (على سبيل المثال مواضيع مثل الحب من النظرة الأولى أو الحب ينتصر على كل شيء أو دائمًا هناك شخص ما يدعم الجميع)، تدور القصة عادةً حول الشخصيات التي تقع في الحب (والخروج منه والعودة إليه). من الأمثلة على الأعمال الدرامية الرومانسية آني هول (1977)، وكارول (2015)، وهي (2013)، ولا لا لاند (2016) والمفكرة (2004).

### دراما الخيال العلمي
فيلم الدراما والخيال العلمي غالبًا ما يكون قصة بطلة (وحلفائها) تواجه شيئًا غير معروف لديه القدرة على تغيير مستقبل البشرية. هذا المجهول قد يمثله شرير ذو قوى غير مفهومة، أو مخلوق لا نفهمه، أو سيناريو علمي يهدد بتغيير العالم، وتجبر قصة الخيال العلمي الجمهور على التفكير في طبيعة البشر و/أو حدود الزمان أو المكان و/أو مفاهيم الوجود البشري بشكل عام. ومن الأمثلة على ذلك بليد رنر لعام 1982، وأطفال الرجال لعام 2006، وبرتقالة آلية لعام 1971، وكوكب القردة لعام 1968، وريدي بلاي رون لعام 2018.

### دراما الرياضة
من الواضح، في نوع الرياضة، أن الشخصيات ستلعب الرياضة. من الناحية الموضوعية، غالبًا ما تكون القصة أحد أشكال «فريقنا» مقابل «فريقهم». سيحاول فريقهم دائمًا الفوز، وسيُظهر فريقنا للعالم أنهم يستحقون التقدير. لا يجب أن تتضمن القصة دائمًا فريق، إذ يمكن أن تدور القصة أيضًا حول رياضي واحد أو يمكن أن تركز القصة على فرد يلعب في فريق. من أمثلة هذا النوع هوسييرز لعام 1986، والمحتال لعام 1961، وكرة المال لعام 2011، وتذكر الجبابرة لعام 2000.

### دراما الحرب
تحكي أفلام الحرب عادةً قصة مجموعة صغيرة من الأفراد المنعزلين الذين -واحدًا تلو الآخر- يُقتلون (بالمعنى الحرفي أو المجازي) على يد قوة خارجية حتى وقوع معركة نهائية حتى الموت، فكرة مواجهة الأبطال للموت هي توقع رئيسي في فيلم حرب. في فيلم حرب، على الرغم من أن العدو قد يفوق البطل أو يفوق قوته، فإننا نفترض أنه يمكن هزيمة العدو إذا كان البطل هو الوحيد الذي يستطيع معرفة كيفية القيام بذلك. تشمل الأمثلة القيامة الآن لعام 1979، وهاسكو ريدج لعام 2016، وخزانة الألم لعام 2008، والحياة جميلة 1997، ووايلدلي لعام 2015.

### الدراما الغربية
غالبًا ما تحدث الأفلام من النوع الغربي في الجنوب الغربي الأمريكي أو المكسيك، مع وجود عدد كبير من المشاهد في الهواء الطلق حتى نتمكن من الاستمتاع بالمناظر الطبيعية الخلابة. تشمل التوقعات الأساسية للجمهور مشاهد القتال بالأيدي والأسلحة النارية والمطاردة. هناك أيضًا توقع لصور بانورامية مذهلة للريف بما في ذلك غروب الشمس، والمناظر الطبيعية المفتوحة على مصراعيها والصحاري والسماء اللانهائية. تتضمن أمثلة الأعمال الدرامية الغربية جانغو الحر لعام 2012، ومهما كلف الأمر لعام 2016، وماد ماكس لعام 1979، ولا بلد للعجائز لعام 2007، وغير مغفور لعام1992.